# Redding (Kalifornie)
Redding je město v Shasta County v americkém státě Kalifornie.
V roce 2010 zde žilo 89 861 obyvatel. Rozloha města je 154,4 km². Redding je regionálním dopravním uzlem, střetávají se zde Interstate 5 a silnice California State Route 299, 273 a 44.
Funguje zde také letiště s IATA kódem RDD.
Redding se nachází v severní části údolí řeky Sacramento, na jejímž toku nedaleko odsud stojí 183 metrů vysoká hráz údolní nádrže Shasta.
V roce 2004 zde byl přes Turtle Bay postaven 213 metrů dlouhý most Sundial Bridge.
Klima je středozemní, ale na rozdíl od ostatních částí Centrálního údolí disponuje hojnými srážkami, což je dáno jeho polohou na samém severu údolí. Ročně zde spadne 845 mm srážek.